# فيليات
الفيليات هي فصيلة من الثدييات الكبيرة آكلة الأعشاب والتي تسمى مجتمعة الأفيال والماموث، هذه الثدييات الأرضية لها خطم تعدل إلى خرطوم وأسنان تعدلت إلى أنياب، معظم أجناس وأنواع هذه الفصيلة منقرضة، جنسان فقط موجودان حاليًا هما الفيل الأفريقي (Loxodonta) والفيل الآسيوي (Elephas).
تم وصف الفيليات لأول مرة من قبل جون إدوارد جراي في سنة 1821، وتم تعيينها لاحقًا في المراتب التصنيفية في رتبة الخرطوميات، كما تم تنقيح الفيليات من قبل عدة مؤلفين من أجل ضم أو استبعاد أجناس الخرطوميات المنقرضة الأخرى.